# Poes Gesetz
Poes Gesetz (englisch Poe’s law) beschreibt ein Phänomen aus der Welt der netzwerkbasierten Kommunikation. Es besagt, dass es darin nicht möglich ist, eine politisch oder religiös extremistische Aussage so zu parodieren, dass die Parodie als solche eindeutig erkennbar ist, sofern man dies nicht explizit durch einen Smiley o. Ä. kenntlich macht. Ohne solche Indikatoren für Humor oder Ironie kann der Autor der Parodie trotz aller darin enthaltenen Überspitzungen nicht verhindern, dass seine Aussage als wortwörtlich und ernst gemeint missverstanden wird. Ähnlich wie die „Usenet-Gesetze“ (siehe u. a. Godwins Gesetz) ist Poes Gesetz kein streng gültiges naturwissenschaftliches Gesetz, sondern eher eine Faustregel, die selbst eine gewisse ironische Konnotation hat.

## Geschichte
Die ursprüngliche Formulierung dieser Regel stammt aus dem Jahr 2005. Sie wurde von einem unbekannten Benutzer, der sich selbst „Nathan Poe“ nannte, am 10. August im Internetforum christianforums.org gepostet und lautete:

“Without a winking smiley or other blatant display of humor, it is uttrerly [sic] impossible to parody a Creationist in such a way that someone won’t mistake [it] for the genuine article.”

„Ohne einen zwinkernden Smiley oder eine andere offensichtliche Darstellung von Humor ist es absolut unmöglich, einen Kreationisten so zu parodieren, dass es niemand für einen echten Beitrag hält.“

Der Kommentar erschien zwar in einer Debatte über Kreationismus, kann aber auch auf andere eher randständige Themengebiete und Überzeugungen übertragen werden. Eine ähnliche Beobachtung wurde bereits 1983 von Jerry Schwarz in einem Beitrag im Usenet beschrieben:

“Avoid sarcasm and facetious remarks.
Without the voice inflection and body language of personal communication these are easily misinterpreted. A sideways smile, :-), has become widely accepted on the net as an indication that ‘I’m only kidding’. If you submit a satiric item without this symbol, no matter how obvious the satire is to you, do not be surprised if people take it seriously.”

„Vermeide Sarkasmus und scherzhafte Bemerkungen.
Ohne die Betonung und die Körpersprache von persönlicher Kommunikation können diese leicht fehlinterpretiert werden. Ein Seitwärts-Lächeln, :-), hat sich im Netz weitgehend als Kennzeichnung für ‚Ich mache nur einen Scherz‘ durchgesetzt. Wenn du einen satirischen Beitrag ohne dieses Symbol veröffentlichst, egal wie offensichtlich die Satire für dich auch ist, sei nicht überrascht, wenn Leute ihn ernst nehmen.“

## Rezeption
2009 setzte The Telegraph Poes Gesetz auf Platz zwei der zehn wichtigsten Internetregeln und -gesetze, nach Godwin’s law und noch vor der Rule 34. 2017 bezeichnete das US-amerikanische Technik-Magazin Wired Poes Gesetz als wichtigstes Internetphänomen des Jahres. So wird es inzwischen speziell von Vertretern der Neuen Rechten und Alt-Right-Bewegung nach gezielten über Social Media kommunizierten Tabubrüchen als Entschuldigung missbraucht, der entsprechende Beitrag sei ironisch gemeint gewesen und missverstanden worden. Auch greift Poes Gesetz bei immer mehr Online-Interaktionen, da die sozialen Netzwerke im Jahr 2017 nicht mehr nach Interessen voneinander abgegrenzt sind und zum Beispiel bei Retweets vielen Adressaten der Kontext einer ironischen Äußerung völlig unklar sein kann.
In ähnlicher Weise wird Poes Gesetz zur Erklärung der falschen Einordnung satirischer externer Webinhalte herangezogen, die mittels Hyperlinks in sozialen Medien geteilt werden. In sozialen Netzwerken habe das Verhältnis zwischen dem teilenden Benutzer und seinen Adressaten („Followern“, „Freunden“) große Bedeutung dafür, wie verlinkte Webinhalte aufgefasst werden. So sind Inhalte der bekannten US-amerikanischen Nachrichten-Satire The Onion von einem republikanischen US-Kongressabgeordneten unter der Annahme, es handle sich um seriöse Nachrichten über die abtreibungsbefürwortende Organisation Planned Parenthood, via Link auf Facebook geteilt und mithin auch von einer großen Anzahl seiner „Freunde“ als wahre Informationen aufgenommen worden. Satire kann so unfreiwillig zu Fake News mutieren. Ein ähnlicher Effekt trete ein, wenn von ihrem satirischen Kontext mehr oder weniger entkoppelte Nachrichtenparodien (politisch extremere) Vorurteile bestätigten. So habe die Redaktion von The Onion 1998 eine Meldung unter der Schlagzeile Chinesin bekommt Siebenlinge – hat eine Woche zum Wählen veröffentlicht, in der es in Bezug auf die Ein-Kind-Politik Chinas hieß, dass die übrigen sechs Babys von einem Berggipfel hinuntergeworfen würden. Anschließend erhielt sie zahlreiche E-Mails, in denen ihr mitgeteilt wurde, dass tief betrübte Kirchgängerinnen Gebetsmahnwachen für die Babys abhielten.
In einem 2009 veröffentlichten wissenschaftlichen Aufsatz stellte der US-amerikanische Philosoph Scott F. Aikin weitere Varianten von Poes Gesetz vor. So gebe es für jede Webseite, die religiösen Extremismus parodiere, mindestens eine Webseite mit identischem, jedoch ernsthaft vertretenem Inhalt. Deshalb sei es für einen Besucher anhand ihres Erscheinungsbildes unmöglich, eine satirische von einer ernstgemeinten Website zu unterscheiden, sofern die satirische Website ihre Natur nicht offensichtlich mache. Infolgedessen würden nicht nur Parodien nicht als solche erkannt, sondern auch ernstgemeinte Inhalte für Satire gehalten. Als Beispiel für letzteres führte Aikin die christlich-fundamentalistische Website ObjectiveMinistries.org an, die 2001 einen Schüler-Wettbewerb zum Thema „Creation Science“ (deutsch: „Schöpfungs-Wissenschaft“) ausgelobt hatte. Wegen der Titel der eingereichten Wettbewerbsbeiträge, die sich unter den Preisträgern fanden (u. a. Mein Onkel ist ein Mann namens Steve (kein Affe), Pokemon beweist, dass Evolution falsch ist und Mikroevolutionäre Erzeugung latenter Antibiotikaresistenz bei Bakterien mithilfe von Gebeten), wurden ObjectiveMinistries.org, die sich laut eigenen Angaben der Bekämpfung der Verhöhnung Jesu Christi im Internet verschrieben haben und sich insbesondere für die Abschaltung der religionssatirischen Website Landover Baptist Church einsetzen, für einen Ableger von Landover Baptist Church gehalten.